# Luftlök

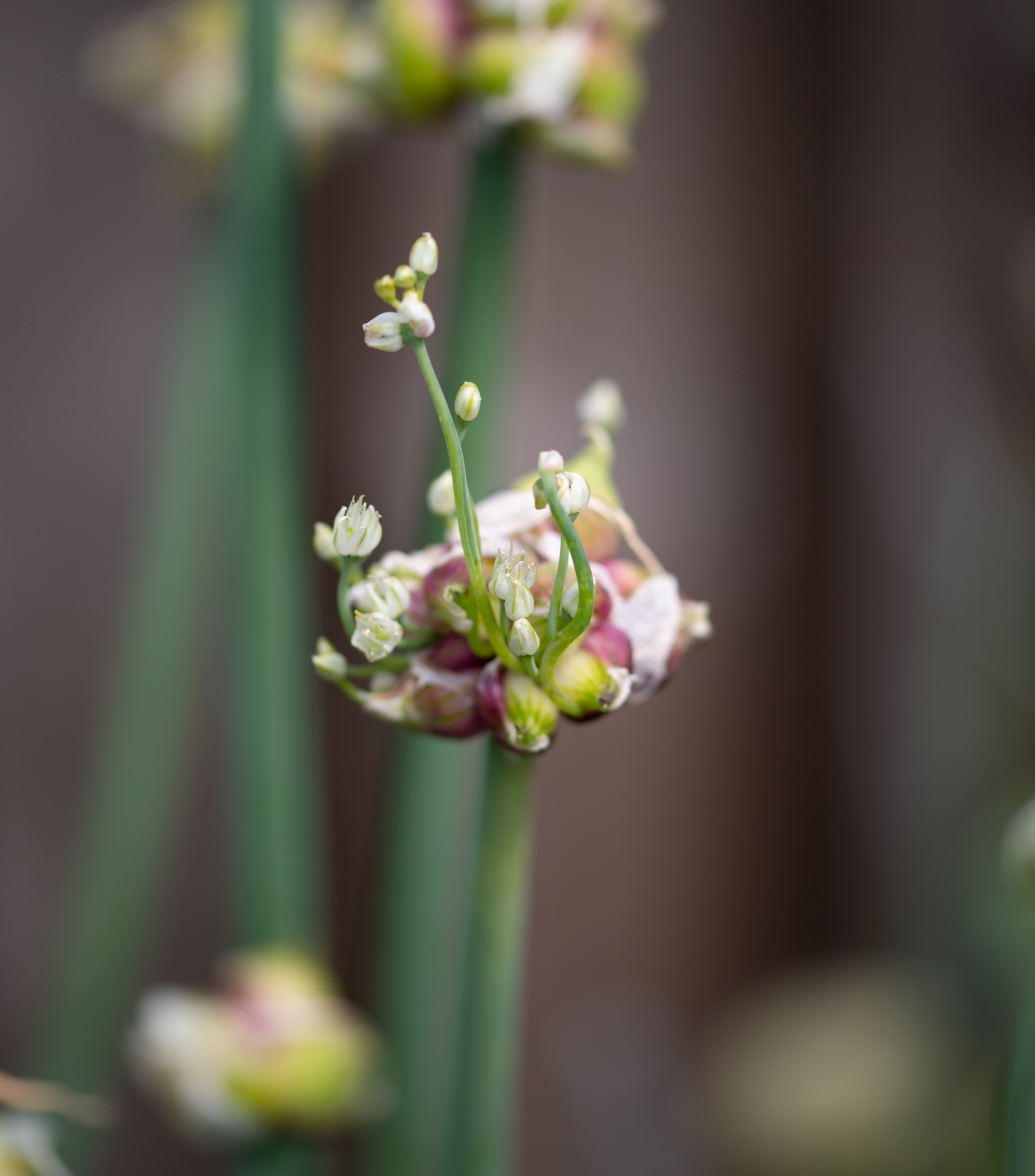

Luftlök (Allium ×proliferum) är en hybrid i familjen amaryllisväxter mellan  lök (A. cepa) och piplök (A. fistulosum). Växten finns inte vild utan har uppstått i odling.

## Synonymer
Allium cepa var. bulbiferum Regel
Allium cepa var. proliferum (Moench) Alef.
Allium cepa var. viviparum (Metzg.) Alef.